# Comuna Ostalovîci, Peremîșleanî
Ostalovîci (în ucraineană Осталовичі) este o comună în raionul Peremîșleanî, regiunea Liov, Ucraina, formată din satele Ostalovîci (reședința), Rozsohî și Utihovîci.

## Demografie
Componența lingvistică a comunei Ostalovîci
     Ucraineană (99,93%)
     Alte limbi (0,07%)
Conform recensământului din 2001, majoritatea populației comunei Ostalovîci era vorbitoare de ucraineană (99,93%), existând în minoritate și vorbitori de alte limbi.